# Crotalus stejnegeri
 (novembre 2018).
- Si vous ne connaissez pas le sujet, laissez ce bandeau (vous pouvez alors contacter les auteurs).
- Si vous supprimez le contenu mis en cause (vous pouvez préalablement contacter les auteurs),

argumentez précisément cette suppression dans la page de discussion
(un manque de référence n'est pas un argument ; une recherche réelle de référence doit avoir été effectuée, être formellement documentée).
Espèce
Statut de conservation UICN

 VU B1ab(iii) : Vulnérable
Crotalus stejnegeri est une espèce de serpents de la famille des Viperidae. 

## Répartition
Cette espèce est endémique du Mexique. Elle se rencontre dans l'ouest de l'État de Durango et dans le sud de l'État de Sinaloa, entre 760 et 915 m d'altitude.

## Description
Crotalus stejnegeri est un serpent venimeux. Dans sa description' Dunn indique que le plus grand spécimen en sa possession mesure 59 cm dont 7,7 cm pour la queue, cascabelle non comprise. Son dos est brun-gris et présente une quarantaine de losanges sombres entourés de noir. Son ventre est grisâtre marbré de noir. Sa gorge est blanche avec une tache noire à l'angle de la mâchoire. Sa cascabelle mesure 12 mm de long et 4 mm de large. Elle est composée de sept anneaux.

## Étymologie
Cette espèce est nommée en l'honneur d zoologiste américain Leonhard Hess Stejneger.

## Publication originale
- Dunn, 1919 : Two new crotaline snakes from western Mexico. Proceedings of the Biological Society of Washington, vol. 32, p. 213-216 (texte intégral).